# Místní hora
Místní hora (německy Hausberg; slovinsky hišni hrib či hišna gora), někdy také domácí hora, je výrazná, většinou nezastavěná hora v bezprostřední blízkosti obce či obydlené oblasti, která tvoří její výraznou kulisu. Pokud je vyvýšenina přímo v intravilánu obce, je častěji označována jako městská hora či městský kopec (něm. Stadtberg). 

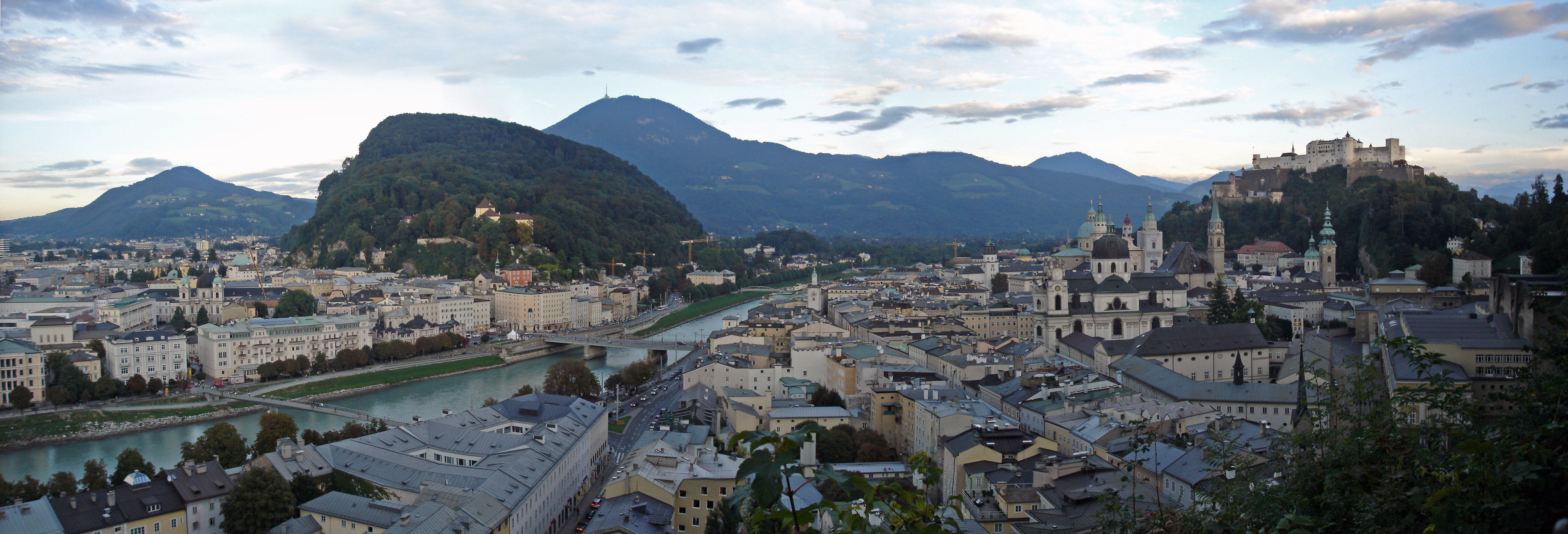
Salcburk, město na okraji Alp: Dvě (z několika) městských hor uprostřed starého města (Festungsberg, Kapuzinerberg), v pozadí jedna ze (dvou) místních hor, Gaisberg

Místní hora většinou neslouží pouze jako kulisa, ale také jako místo k odpočinku a rekreaci s jedinečným výhledem na město. Mnohé vrcholky místních hor jsou proto dosažitelné horskými železnicemi nebo lanovkami.
Místní hora se nemusí nutně nacházet přímo na území dané obce či osady, např. Pfänder je místní hora města Bregenz, i přesto, že leží na území obce Lochau a nejvyšší vrchol horského masivu Pilatus který tvoří místní horu města Lucern se dokonce ani nenachází na území kantonu Lucern.

## Definice

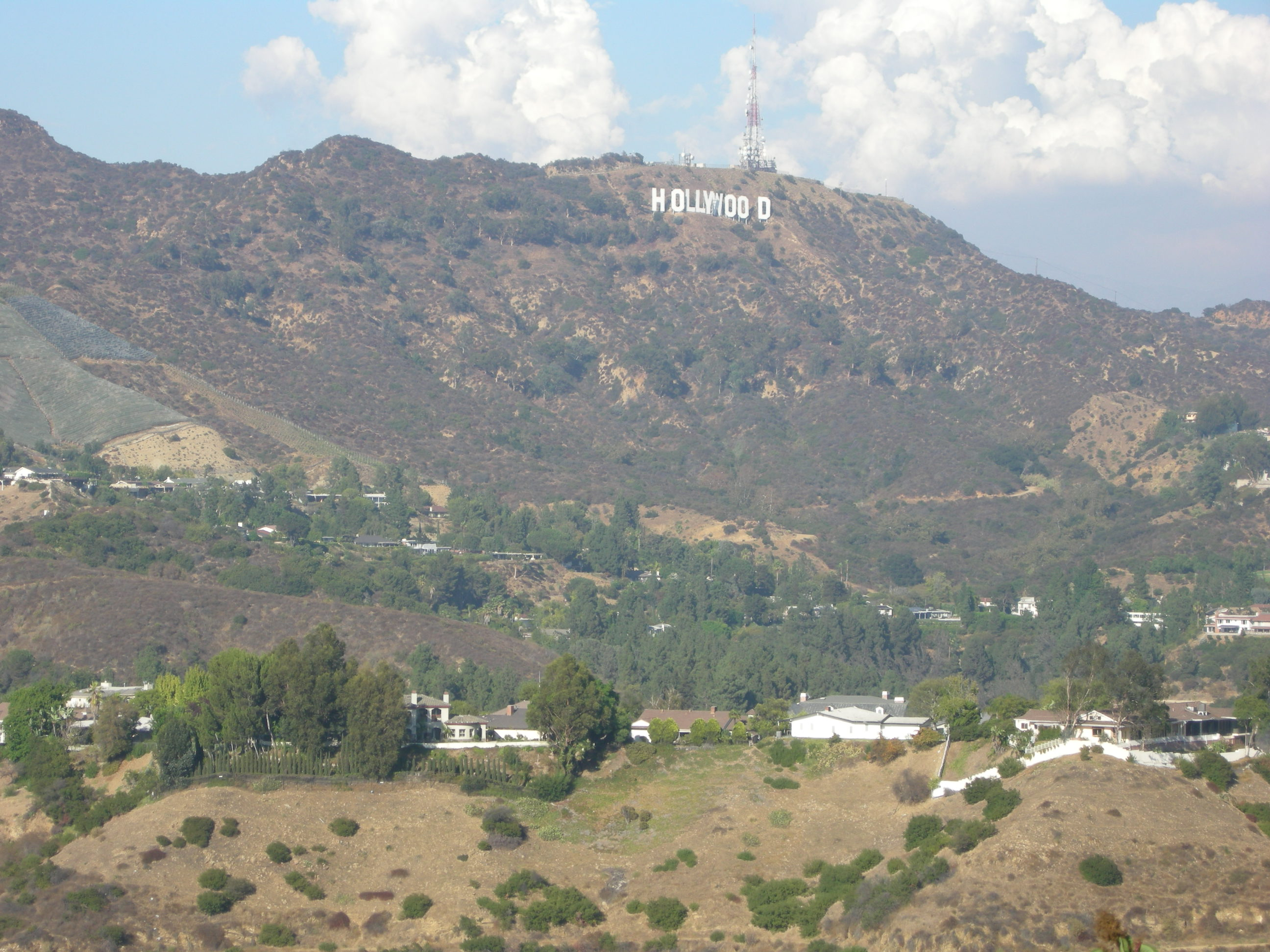
Mount Lee v Hollywoodu je díky nápisu Hollywood jednou z nejznámějších místních hor na světě

Místní hora může být jak důležitou rekreační oblastí v blízkosti města, tak vizuálním prostředkem identifikace („hora nad městem“). 
Městská hora může být přímým důvodem k prvotnímu osídlení, jako místo pro strategicky vyvýšenou osadu nebo opevnění. Spojení městského kopce a řeky přináší také vynikající obrannou polohu - díky skále byl možný pevný most a zároveň byla zaručena jeho ochrana z vyvýšeniny. Dnešní městské hory se tak vyznačují historicky mimořádným strategickým významem, který je analogický např. s významem dobrých přírodních námořních přístavů. 
Naopak místní hory v širším okolí měst ve středověku sloužily pro těžbu dříví (a tedy jako zdroj stavebních a topných surovin) i jako pastviny pro místní panovníky, jejich úřednictvo a měšťany, a byly také již od počátku pojímány jako součást majetku města. Od poslední třetiny 19. století (Gründerzeit), kdy díky automobilům a MHD odpadly dopravní potíže, představují městské a místní horské lokality jasnou, klidnou, čistou obytnou čtvrť blízko zeleného pásu, tedy nad hranicí městského smogu a jsou často posety sanatorii, parky nebo vilovými koloniemi (např. Barrandov).

### Německojazyčné oblasti
V němčině se oba výrazy, Hausberg (místní hora ale lze přeložit i jako domácí hora) i Stadtberg (městská hora), staly často také pomístními názvy pro hory (oronyma) či osady na nich ležící, např. hrad Hausberk (dříve Hausberg) v okrese Chomutov. 
Termín domácí hora byl původně brán doslovně, v Alpách tento výraz značí horu, na které farma či statek leží, a na které se nacházejí její alpské pastviny. Několik zemědělských usedlostí nebo menších osad obvykle sdílí svou domácí horu. Ve vinařských oblastech je výraz Hausberg také často názvem významného vinařství, např. Weingut Hausberg či Haus Reinhardtsberg (dříve nazývané Hausberg) v Sasku.
Také hory, které leží v blízkosti horských chat a jsou z nich dobře dostupné, se označují jako místní hora, domácí hora či Hüttenberg (chatová hora). Některé z těchto vysokohorských chat byly postaveny speciálně za účelem výstupu na tento vrchol, například dnes již zbouraná chata Hofmannshütte v obci Heiligenblut byla původně postavena v roce 1834 pro arcivévodu Jana Habsbursko-Lotrinského k výstupu na Großglockner. Jednalo se tak o jednu z prvních alpských čistě horolezeckých chat vůbec.
V Rakousku je Hausberg označení pro jednoduchou obrannou stavbu na umělém kopci (v českém prostředí se používá výraz motte).

## Příklady hor v Česku
- Praha – Petřín (327 m)
- Brno – Špilberk (282 m)
- Pec pod Sněžkou – Sněžka (1603 m)

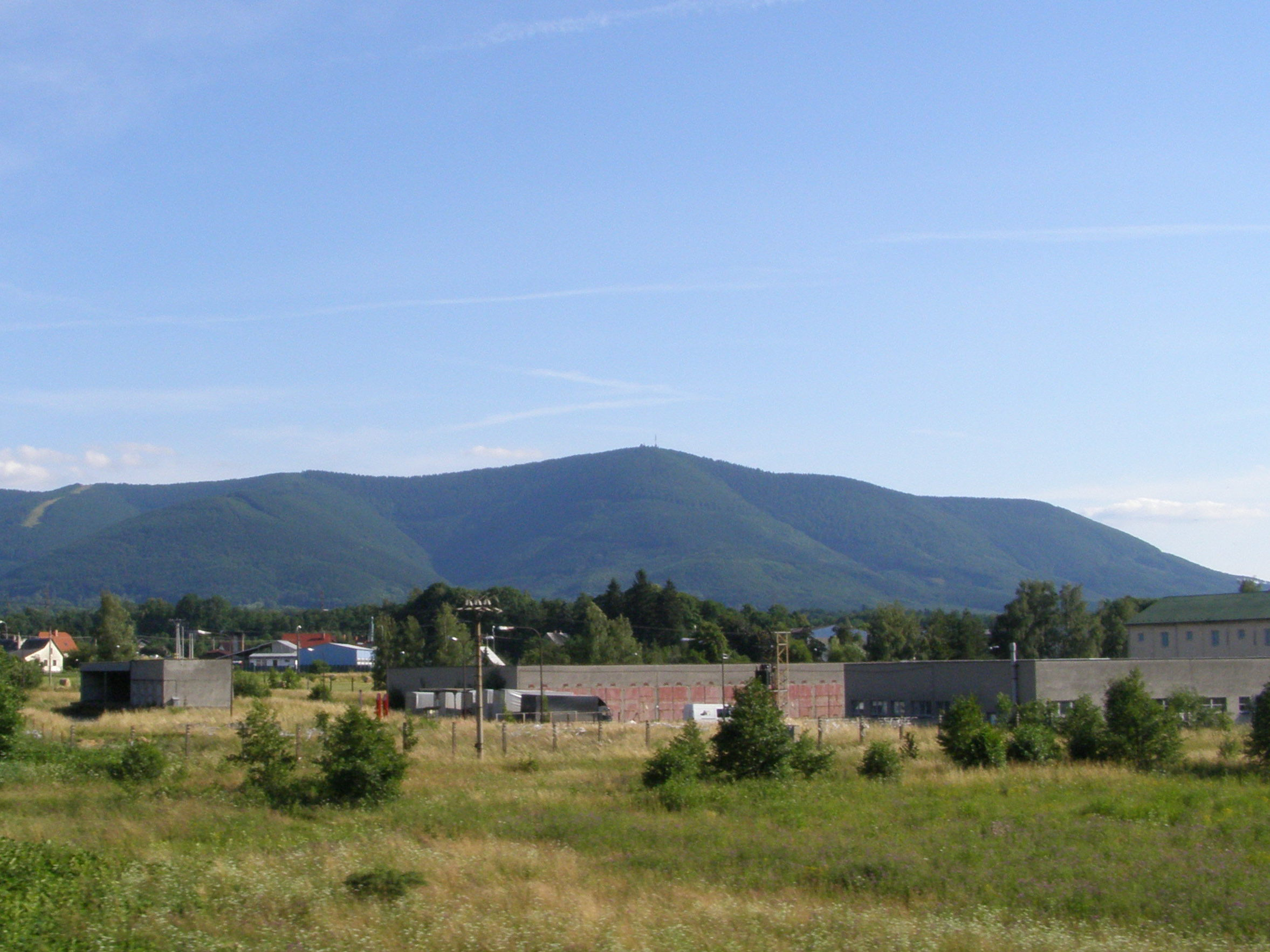
Radhošť nad Frenštátem

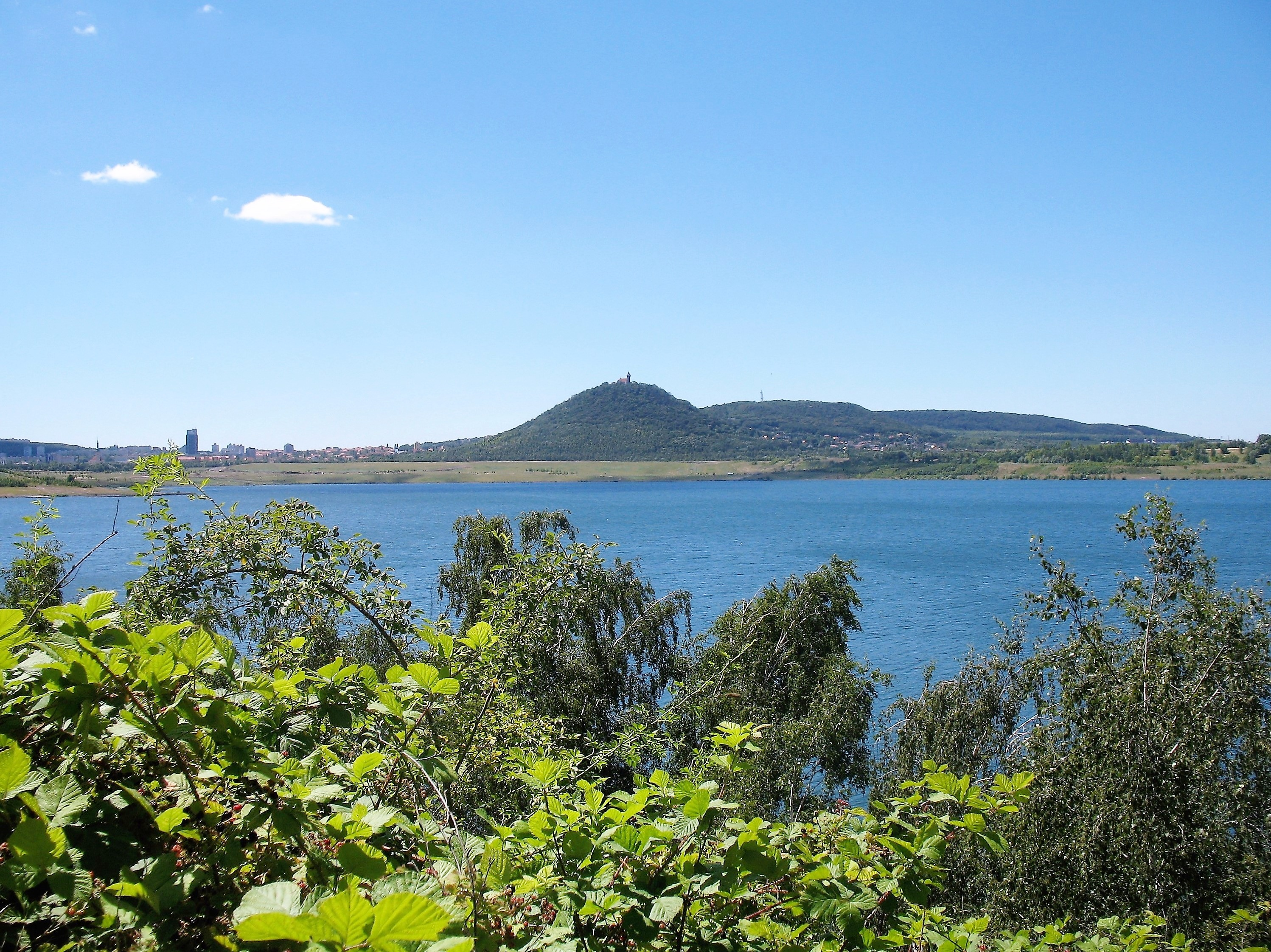
Nalevo město Most, naprovo jeho místní hora Hněvín

- Rožnov pod Radhoštěm a Frenštát pod Radhoštěm – Radhošť (1129 m)
- Janské Lázně – Černá Hora (1300 m)
- Stráž pod Ralskem – Ralsko (698 m)
- Bystřice pod Hostýnem – Hostýn (736 m)
- Deštné v Orlických horách – Velká Deštná (1116 m)
- Liberec – Ještěd (1012 m)
- Ústí nad Labem – Větruše (205 m)
- Most – Hněvín (407 m)

## Příklady hor v Evropě

### Albánie
- Tirana – Dajti (1613 m)

### Francie
- Grenoble – Bastille (476 m)

### Chorvatsko

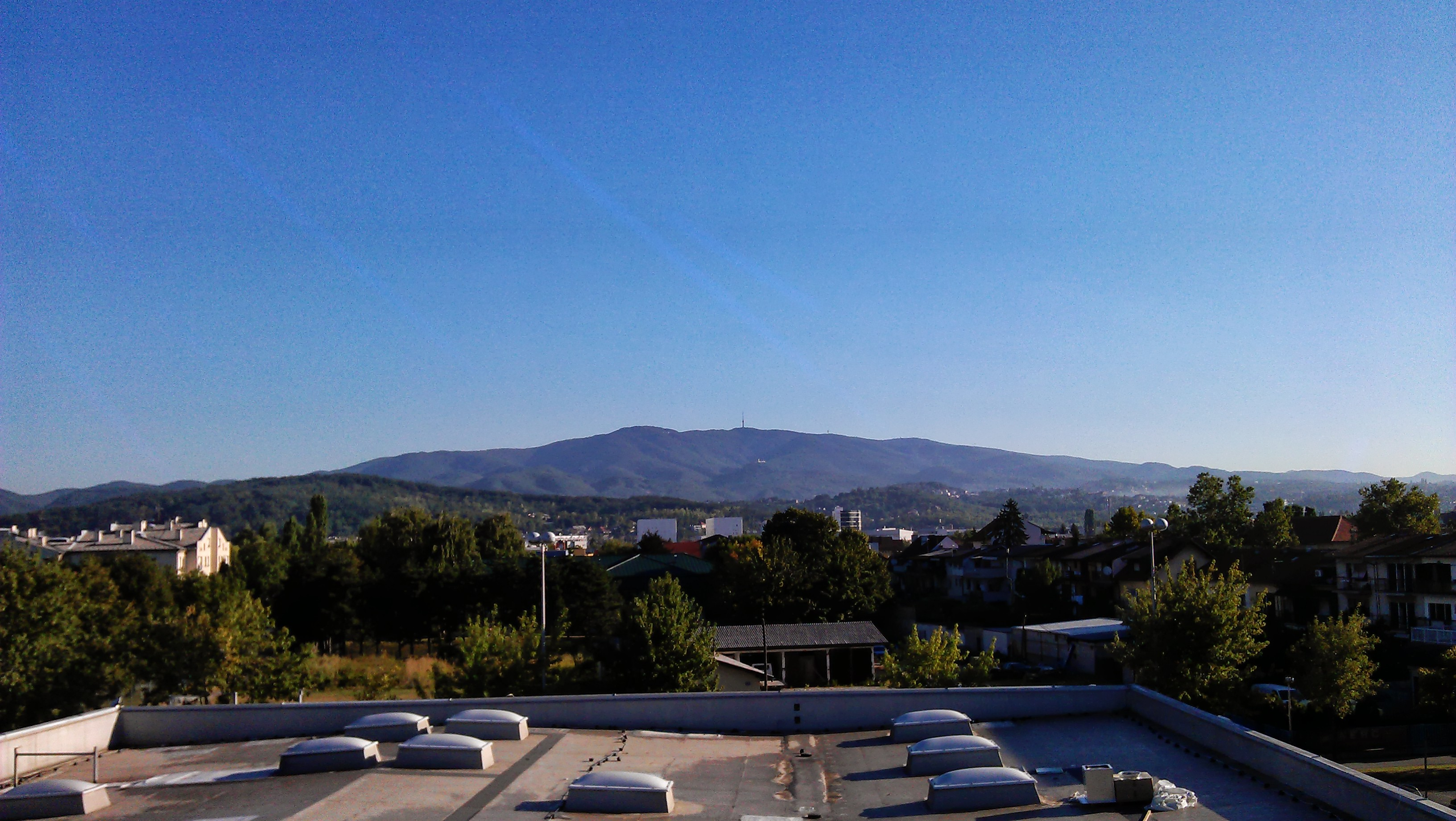
Sljeme (Záhřeb)

- Záhřeb – Sljeme (1035 m)

### Itálie

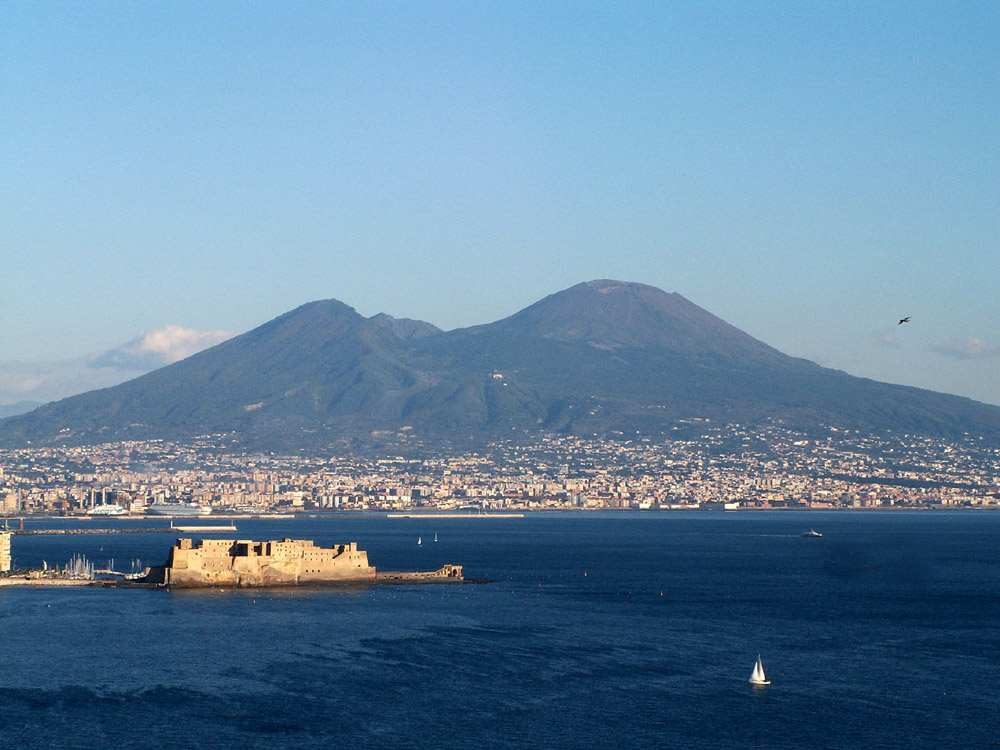
Vesuv (Pompeje)

- Pompeje – Vesuv (1281 m)
- Katánie – Etna (3323 m)

### Německo
- Cáchy – Lousberg (262 m)
- Bad Lauterberg – Hausberg (420 m)
- Baden-Baden – Merkur (668,3 m)

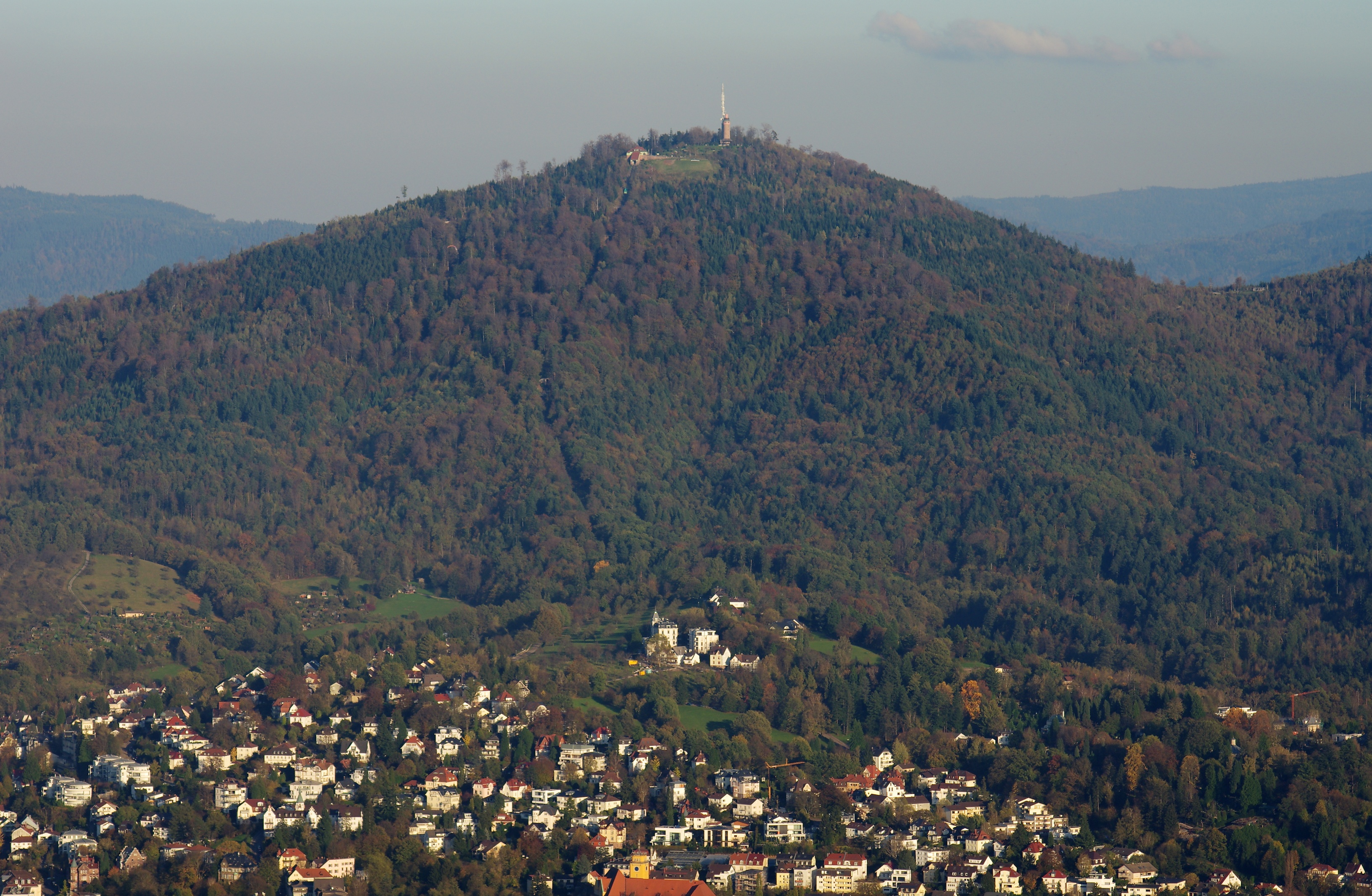
Baden-Baden a jeho místní hora Merkur

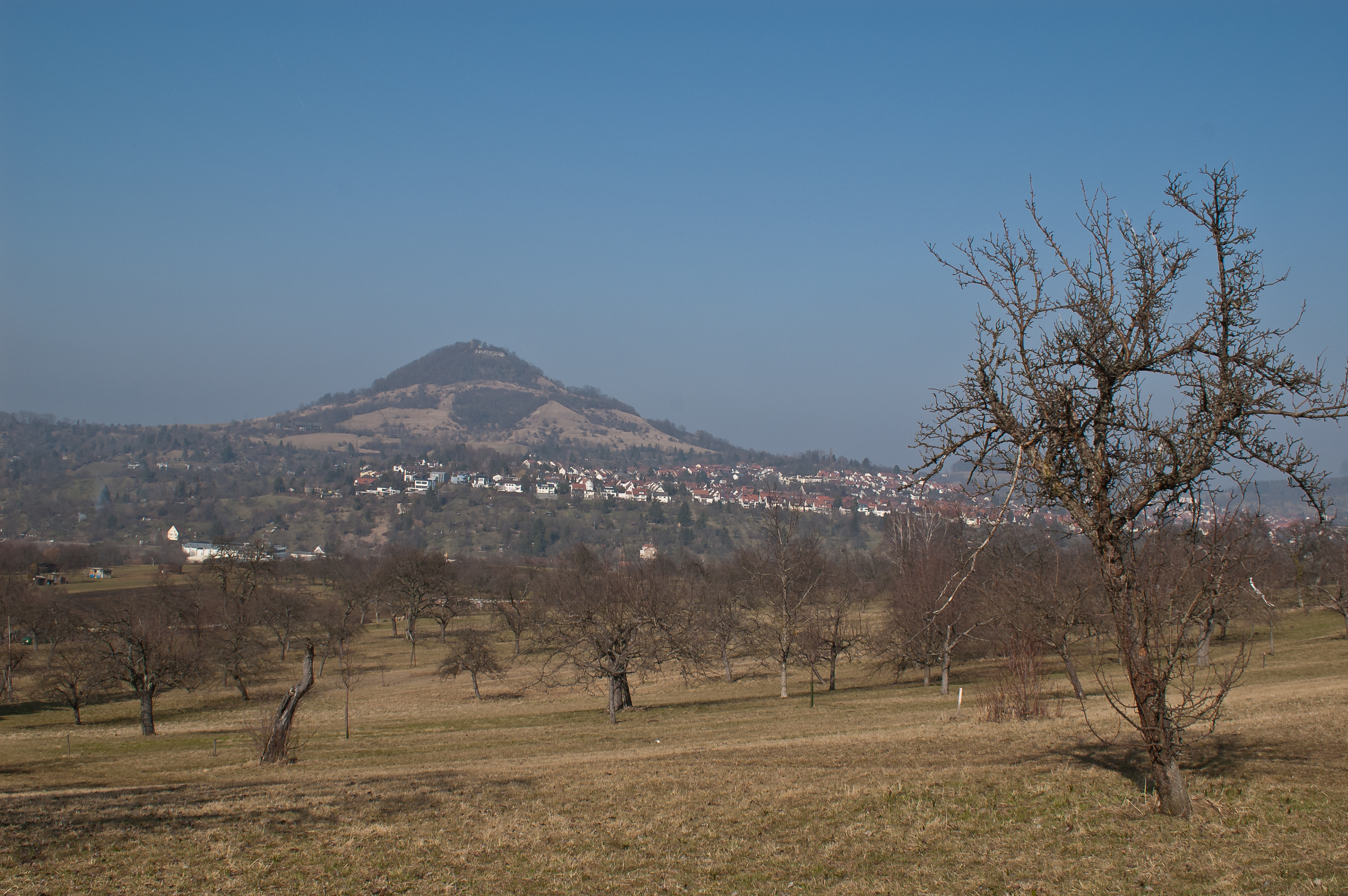
Hora Achalm (Reutlingen)

- Coesfeld – Coesfelder Berg (140 m)
- Frankfurt nad Mohanem – Lohrberg (212 m), Großer Feldberg (879 m)
- Freiburg im Breisgau – Schlossberg (455,9 m), Schauinsland (1284,4 m)
- Zhořelec – Landeskrone (419,4 m)
- Heidelberg – Königstuhl (567,8 m), Heiligenberg (439,9 m)
- Jena – Hausberg (391,7 m), Jenzig (385,3 m)
- Karlsruhe – Turmberg (256 m)
- Kassel – Karlsberg (526.2 m) se sochou Hérakla (515 m) a Hohes Gras (614,8 m) se stejnojmennou rozhlednou
- Reutlingen – Achalm (707,1 m)
- Singen – Hohentwiel (689,9 m)
- Tübingen – Österberg (437,9 m)
- Tuttlingen – Honberg (739 m), Witthoh (862 m)
- Výmar – Großer Ettersberg (481,6 m)
- Wiesbaden – Neroberg (245 m)

### Rakousko
- Bregenz – Pfänder (1064 m)
- Dornbirn – Karren (971 m)

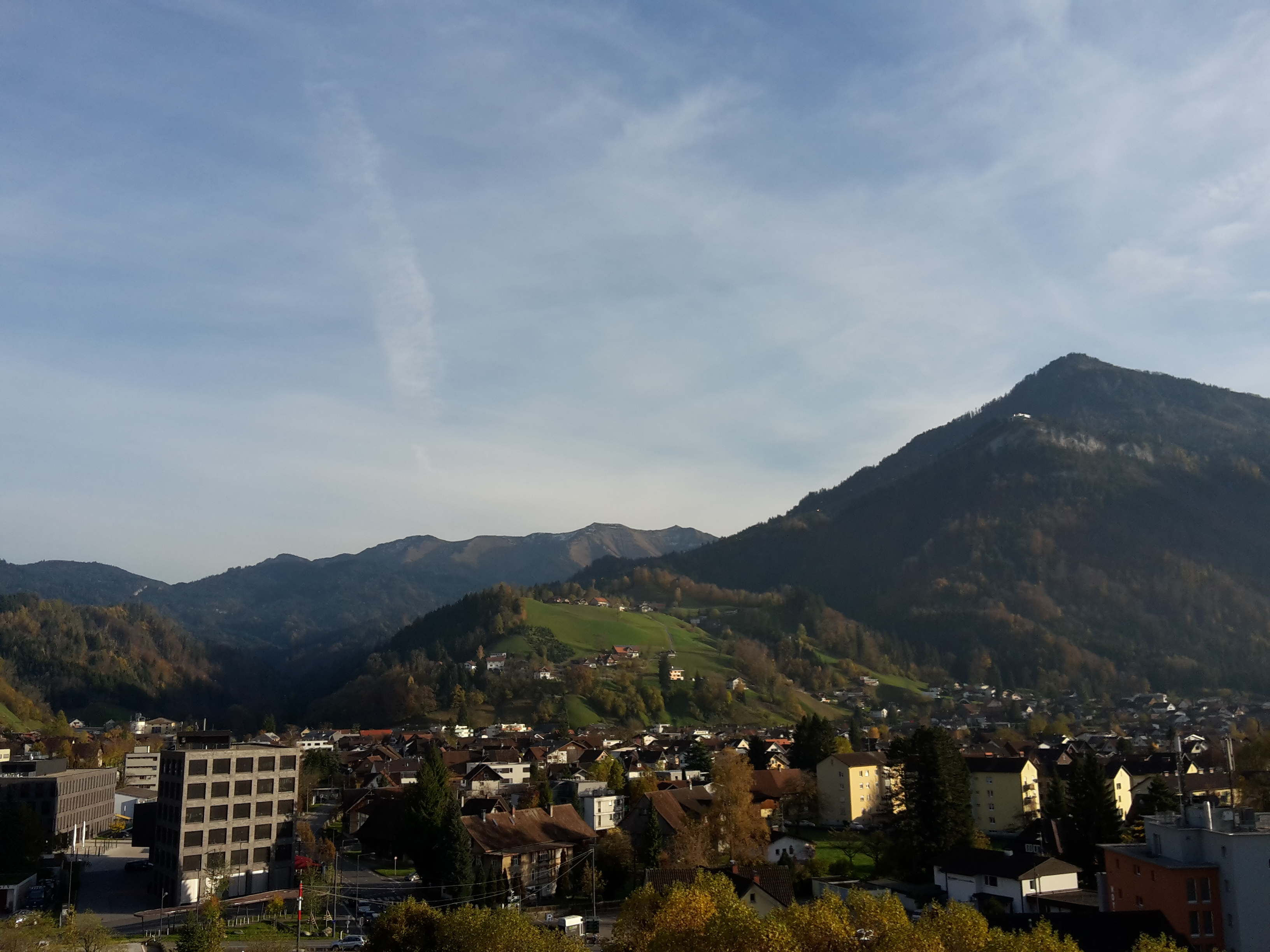
Hora Karren nad městem Dornbirn

- Štýrský Hradec –  Schöckl (1445 m) a Schloßberg (475 m)
- Innsbruck – Patscherkofel (2246 m) a Kleiner Solstein (2637 m)
- Klagenfurt – Kreuzbergl (517 m)
- Salcburk – Untersberg (1973 m) a Gaisberg (1288 m)
- Vídeň – Kahlenberg (484 m) na východním okraji Vídeňského lesa. Také pohoří Rax-Schneeberg Gruppe se považuje za místní pohoří Vídně.

### Rumunsko
- Brašov – Tâmpa (960 m)

### Slovinsko
- Brežice – Šentviška gora (386 m)
- Kamnik – Starý hrad (585 m)

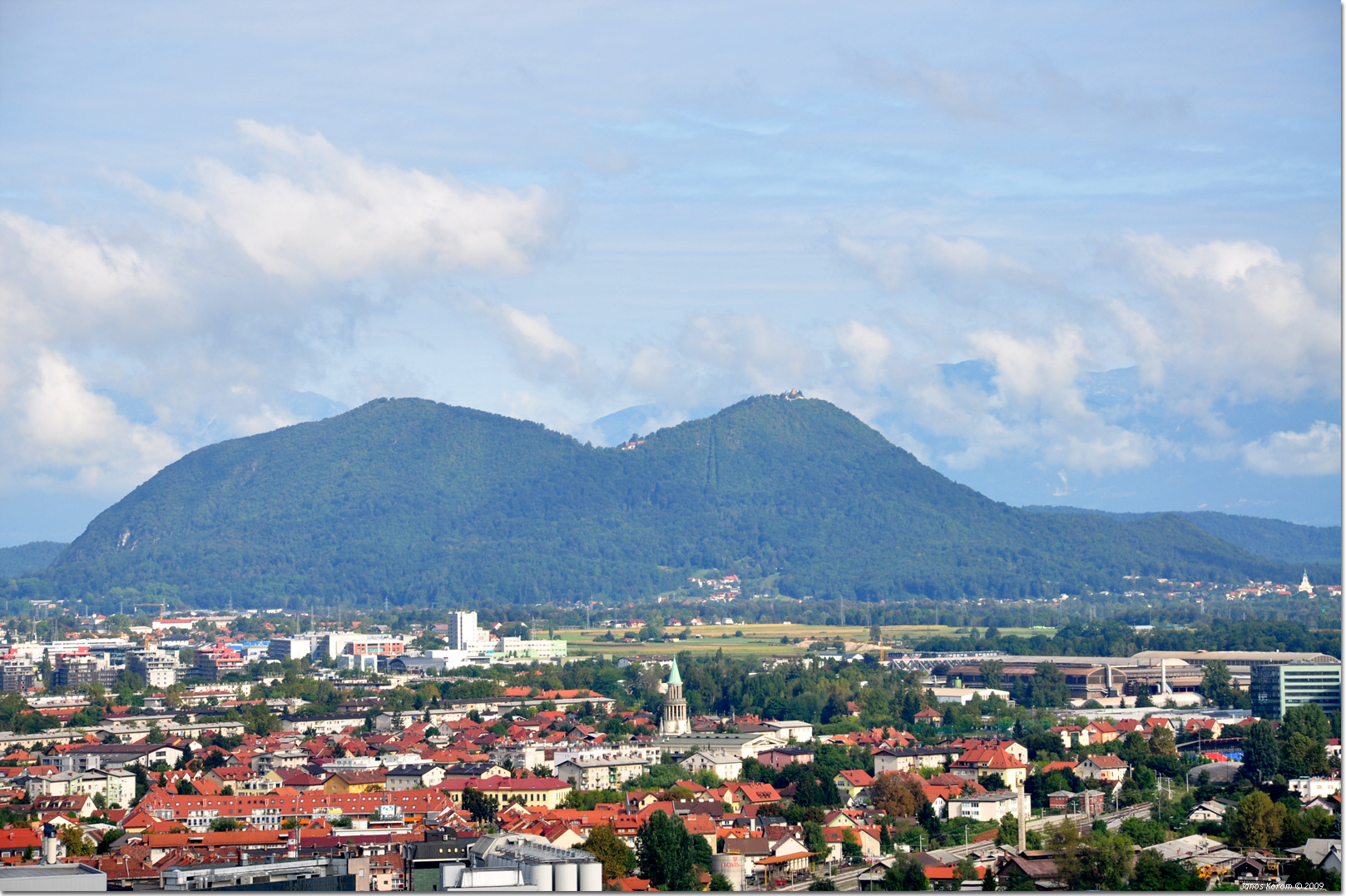
Lublaň - hora Šmarna gora

- Kranj – Svatý Jošt nad Kranjem (850 m) a Šmarjetna gora (646 m)
- Krško – Grmada (488 m)
- Lublaň – Šmarna gora (669 m), Rožnik (429 m)
- Maribor – Cigelnica (1147 m)

### Španělsko
- Barcelona – Tibidabo (512 m)

### Švýcarsko
- Ascona – Monte Verità (321 m)

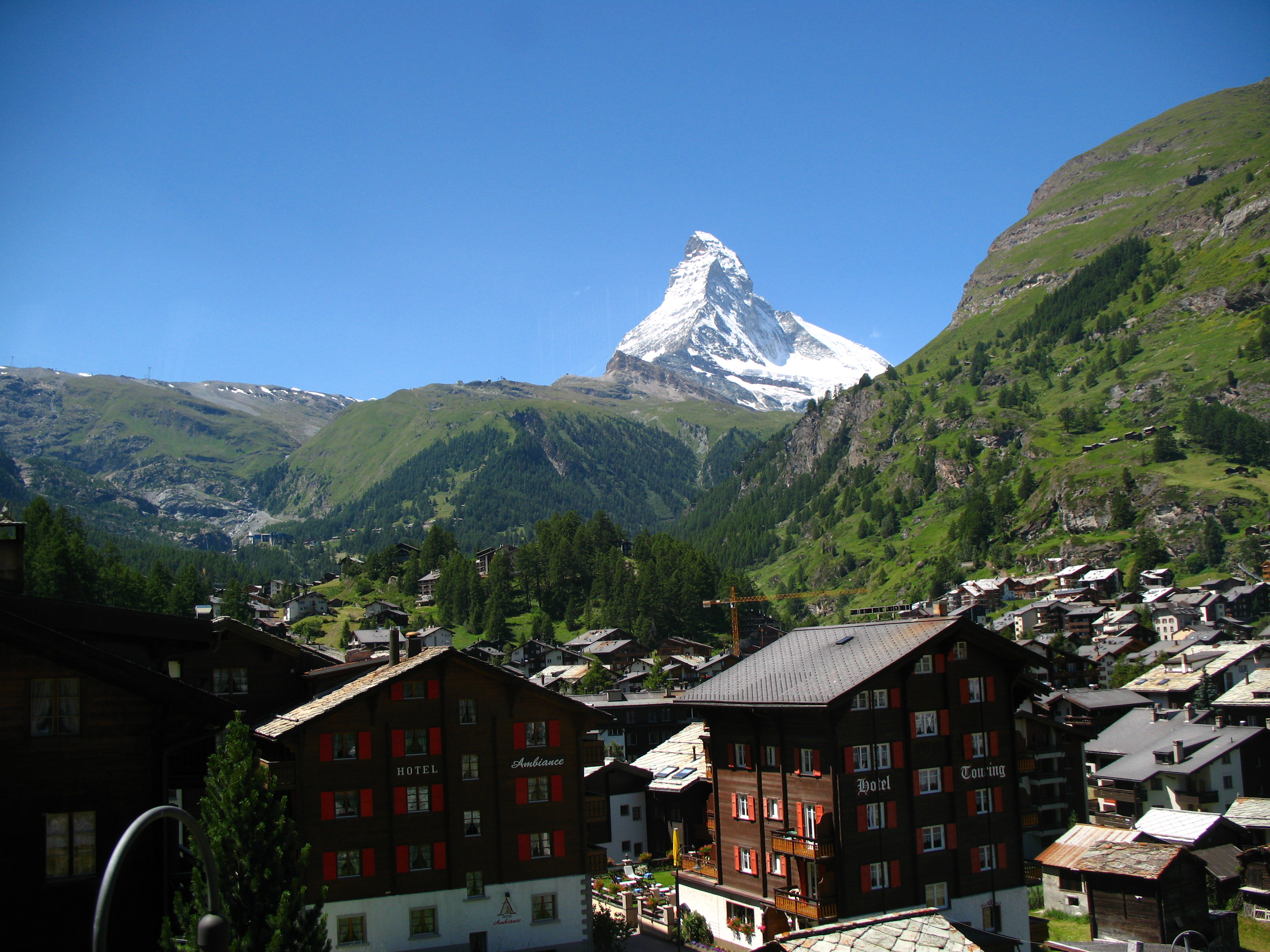
Matterhorn tyčící se nad Zermattem

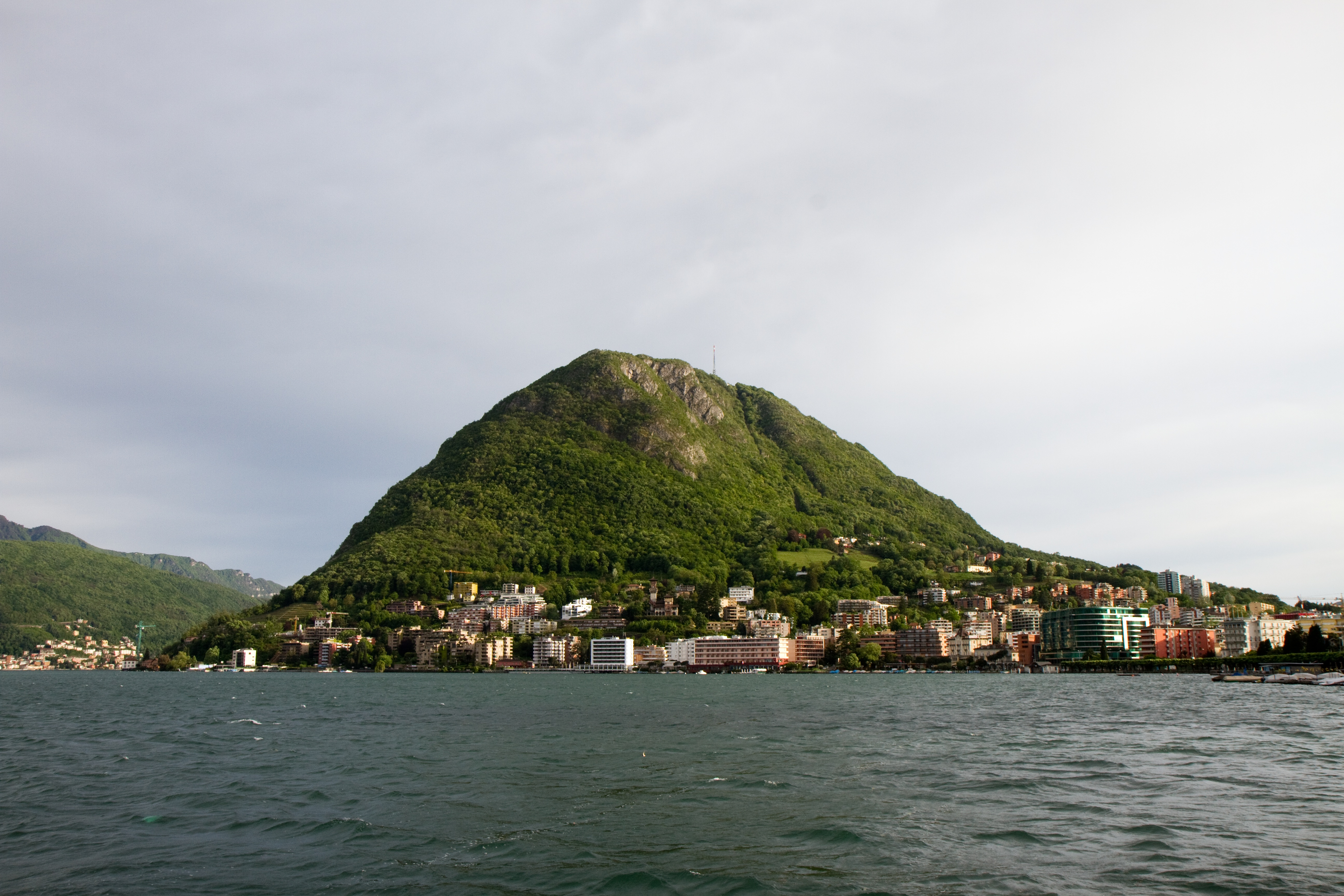
Monte San Salvatore (Lugano)

- Basilej – Sankt Chrischona (522 m)
- Bern – Gurten (858 m)
- Chur – Haldensteiner Calanda (2806 m)
- Ženeva – Mont Salève (1375 m)
- Grindelwald – Eiger (3967 m)
- Locarno – Cimetta (1672 m)
- Lugano – Monte Brè (925 m) a Monte San Salvatore (912 m)
- Lucern – Pilatus (2132 m)
- Neuchâtel – Chaumont (1180 m)
- Solothurn – Weissenstein (1395 m)
- St. Gallen – Säntis (2502 m)
- Thun – Stockhorn (2190 m)
- Zermatt – Matterhorn (4478 m)
- Curych – Üetliberg (873 m)

## Příklady hor mimo Evropu

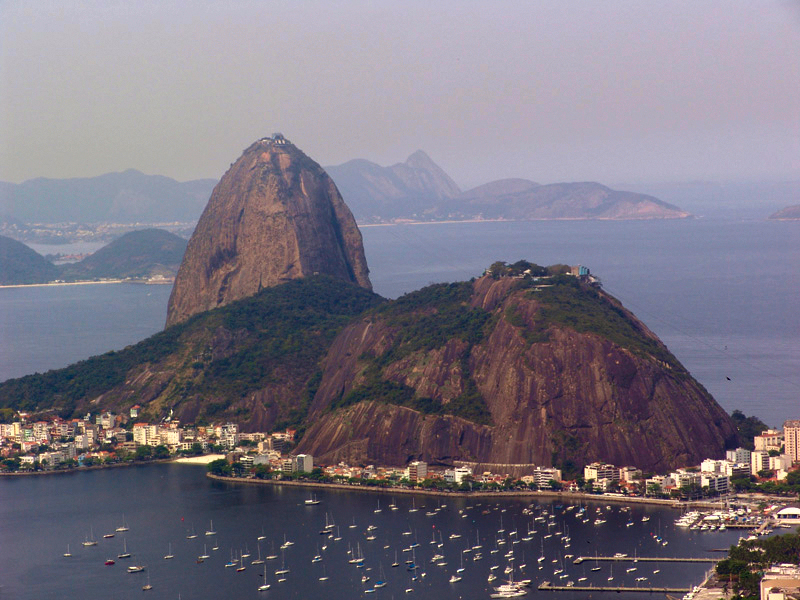
Homole cukru, místna hora Ria de Janeira

### Brazílie
- Rio de Janeiro – Homole cukru (395 m) a Corcovado (710 m)

Dominikánská republika
- Puerto Plata – Pico Isabel de Torres (793 m)

### Japonsko
- Sendai – Izumigatake (1172 m)

### Jihoafrická republika

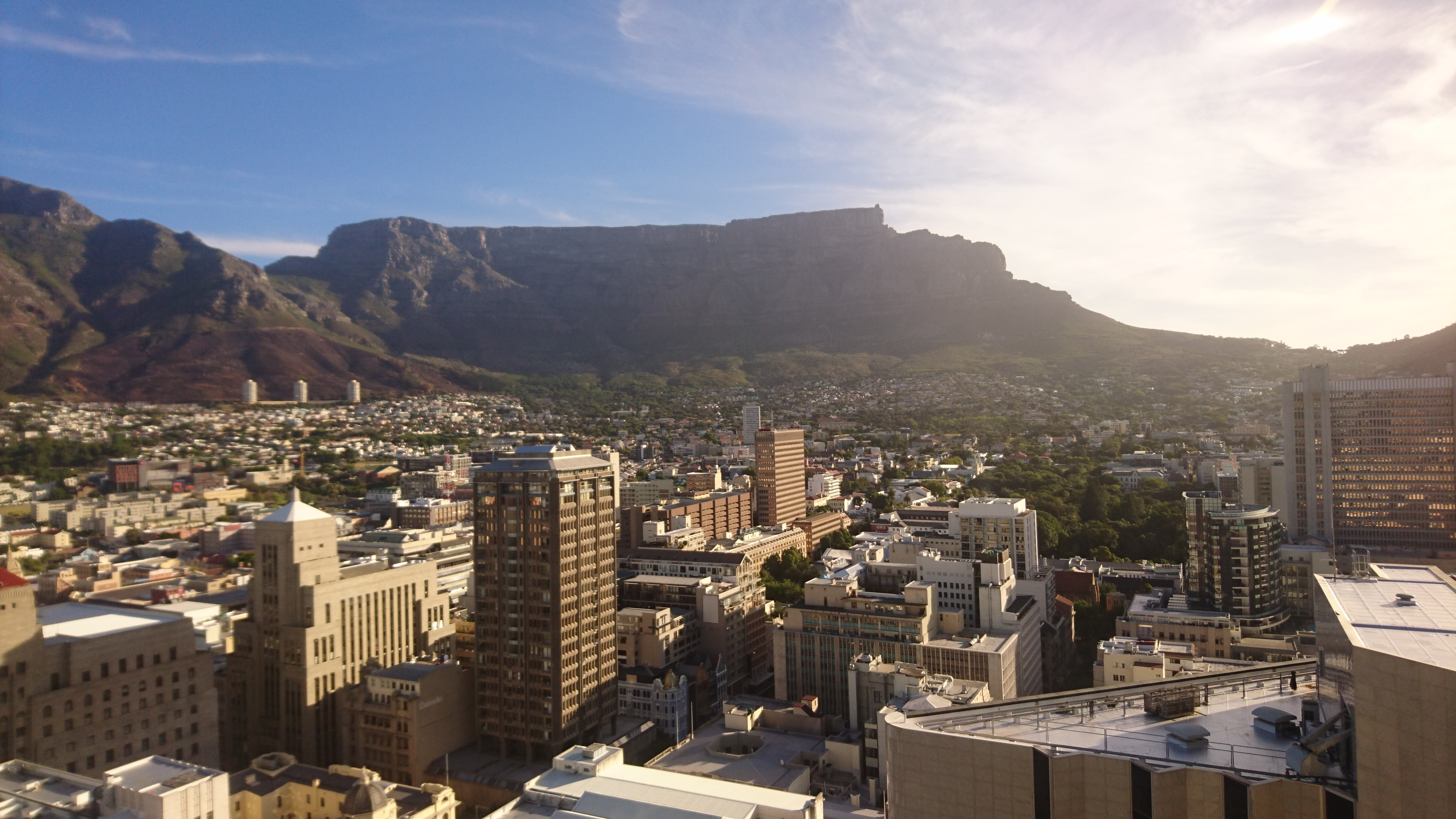
Stolová hora nad Kapským městem

- Kapské Město – Stolová hora (1087 m)

### Kyrgyzstán
- Osh – Sulajman-Too (1110m)

### Malajsie
- Kluang – Lambak (510 m)

### USA
- Hollywood – Mount Lee (108 m)